# Dusona indistinctor
Dusona indistinctor là một loài tò vò trong họ Ichneumonidae.